# Парикмахер
Парикмахер — специалист в области создания стиля человека с помощью причёски и парика.

## История
Слово «парикмахер» произошло от нем. Perückenmacher, что означает — мастер, делающий парики.
На территории России со средних веков и по середину XIX века были распространены бродячие парикмахеры и цирюльники. Эти люди оказывали услуги по домам и квартирам своих клиентов, а также на базарах и рынках. Как правило, в одной руке у парикмахеров был короб с инструментами и парфюмерией, через голову надевался переносной стул.
В СССР разработкой моделей причёсок, их стилевой направленности и технологий, повышением квалификации парикмахеров и изданием фотоальбомов-каталогов причёсок занималась лаборатория парикмахерских работ Центрального проектного конструкторско-технологического бюро Минбыта. Парикмахеров-модельеров до 1991 года готовили в двух городах: Рига — стаж не менее трех лет, и Львов — четырёхгодичное обучение.

## Специализация
Среди парикмахеров существуют следующие специализации:
- Специалист по мужским стрижкам (мужской мастер или барбер, от англ. barber).
- Специалист по окрашиванию волос (парикмахер-колорист).
- Специалист по женским прическам (женский мастер).
- Специалист по мужским и женским стрижкам (парикмахер-универсал).
- Специалист по созданию образцов (моделей) новых причесок, представитель высшей категории профессии парикмахера — мастер-модельер-стилист или модельер-художник по прическам. Эта специализация предполагает участие в мастер-классах, олимпиадах.

## Услуги
Виды услуг, предлагаемые парикмахерами:
- Лечение волос
- Стрижка волос
- Стрижка огнём
- Стрижка горячими ножницами
- Укладка волос
- Создание вечерних причесок
- Окрашивание волос
- Мелирование
- Декапирование

## Инструменты
Инструменты для парикмахеров можно разделить на 4 группы:
- Инструменты для расчесывания волос;
- Инструменты для стрижки;
- Инструменты для завивки и укладки волос.
- Инструменты для окрашивания волос.